# Championnats d'Europe de skeleton 2005
Navigation
Édition précédente Édition suivante
Les championnats d'Europe de skeleton 2005, onzième édition des championnats d'Europe de skeleton, ont lieu en 2005 à Altenberg, en Allemagne. L'épreuve masculine est remportée par le Britannique Kristan Bromley devant les Allemands Frank Kleber et Matthias Biedermann tandis que l'Allemande Kerstin Jürgens gagne l'épreuve féminine devant la Suisse Maya Pedersen et l'Allemande Diana Sartor.